# Liste der Monarchien in Asien

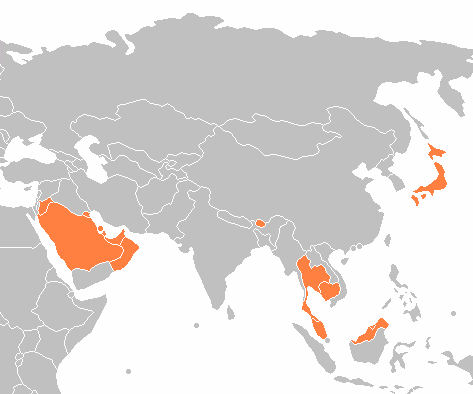
Derzeitige (Stand: April 2020) Monarchien Asiens

Diese Liste der Monarchien in Asien führt alle anerkannten asiatischen Staaten auf, die als Staatsform eine Monarchie haben bzw. im 20. Jahrhundert hatten.

## Aktuell
Stand: Dezember 2020
| Staat                        | Regierungssystem                                     | Staatsform                              | Monarch                               | Titel                         | im Amt seit |
| ---------------------------- | ---------------------------------------------------- | --------------------------------------- | ------------------------------------- | ----------------------------- | ----------- |
| Bahrain                      | Konstitutionelle Monarchie                           | Erbmonarchie                            | Hamad bin Isa Al Chalifa              | König                         | 1999        |
| Bhutan                       | Konstitutionelle Monarchie                           | Erbmonarchie                            | Jigme Khesar Namgyel Wangchuck        | Druk Gyalpo (König)           | 2006        |
| Brunei                       | Absolute Monarchie                                   | Erbmonarchie                            | Hassanal Bolkiah                      | Sultan und Yang di-Pertuan    | 1967        |
| Japan                        | Parlamentarische Demokratie                          | Parlamentarische Erbmonarchie           | Naruhito                              | Tennō (Kaiser)                | 2019        |
| Jordanien                    | Konstitutionelle Monarchie                           | Erbmonarchie                            | Abdullah II.                          | König                         | 1999        |
| Kambodscha                   | Parlamentarisch                                      | Parlamentarische Wahlmonarchie          | Norodom Sihamoni                      | König                         | 2004        |
| Katar                        | Absolute Monarchie                                   | Erbmonarchie                            | Tamim bin Hamad Al Thani              | Emir                          | 2013        |
| Kuwait                       | Konstitutionelle Monarchie                           | Erbmonarchie                            | Mischal al-Ahmad al-Dschabir as-Sabah | Emir                          | 2023        |
| Malaysia                     | Parlamentarisch                                      | Föderale parlamentarische Wahlmonarchie | Abdullah Shah                         | Yang di-Pertuan Agong (König) | 2019        |
| Oman                         | Absolute Monarchie                                   | Erbmonarchie                            | Haitham ibn Tariq                     | Sultan                        | 2020        |
| Saudi-Arabien                | Absolute Monarchie                                   | Monarchie                               | Salman ibn Abd al-Aziz                | König                         | 2015        |
| Thailand                     | Militärregierung (unter konstitutioneller Monarchie) | Erbmonarchie                            | Rama X.                               | König                         | 2016        |
| Vereinigte Arabische Emirate | Konstitutionelle Wahlmonarchie                       | Föderale Erbmonarchie                   | Muhammad bin Zayid Al Nahyan          | Präsident (Scheich)           | 2022        |

## Historisch
Unabhängige monarchische Staaten in Asien im 20. Jahrhundert.
| Staat             | Heutiger Staat       | Letzter Monarch        | Titel           | bis         |
| ----------------- | -------------------- | ---------------------- | --------------- | ----------- |
| Afghanistan       | Afghanistan          | Mohammed Zahir Schah   | Schah (König)   | 1973        |
| China             | Volksrepublik China  | Puyi                   | Kaiser          | 1912 (1917) |
| Ceylon            | Sri Lanka            | Elisabeth II.          | Königin         | 1972        |
| Hyderabad         | Indien               | Asaf Jah VII.          | Nizam           | 1948        |
| Indien            | Indien               | Georg VI.              | Kaiser          | 1950        |
| Irak              | Irak                 | Faisal II.             | König           | 1958        |
| Persien (Iran)    | Iran                 | Mohammad Reza Pahlavi  | Schah (Kaiser)  | 1979        |
| Jemen             | Jemen                | Muhammad al-Badr       | König           | 1962        |
| Korea             | Nordkorea / Südkorea | Sunjong                | Kaiser          | 1910        |
| Laos              | Laos                 | Savang Vatthana        | König           | 1975        |
| Mandschukuo       | Volksrepublik China  | Puyi                   | Kaiser          | 1945        |
| Malediven         | Malediven            | Muhammad Fareed Didi   | Sultan          | 1968        |
| Nepal             | Nepal                | Gyanendra              | König (Raja)    | 2008        |
| Pakistan          | Pakistan             | Elisabeth II.          | Königin         | 1956        |
| Sikkim            | Indien               | Palden Thondup Namgyal | Chogyal (König) | 1975        |
| Syrien            | Syrien               | Faisal I.              | König           | 1933        |
| Osmanisches Reich | Türkei               | Mehmed VI.             | Sultan          | 1922        |
| Nguyễn-Dynastie   | Vietnam              | Bảo Đại                | Kaiser          | 1945        |